# Twigmore
Twigmore var en civil parish från 1866 till 1936 då den blev en del av Holme, i grevskapet Lincolnshire, i England. Civil parish var belägen 5 km från Scunthorpe och hade 50 invånare år 1931.